# На останньому березі
«На останньому березі» (калька з російської, англ. On the Beach, також: «На пляжі») — науково-фантастичний фільм 2000 року. Знятий за романом «На березі», Невіла Шюта.

## Сюжет
У недалекому майбутньому Китай напав на Тайвань, американці у відповідь оголосили війну Китаю. З обох сторін були нанесені удари ядерними ракетами. В результаті термоядерної катастрофи населення всієї північної півкулі було повністю знищено. На північ від екватора настала ядерна зима, яка стала поширюватися на південь до Австралії, яка не постраждала від війни. Єдиний вцілілий американський підводний човен «Чарлстон», під командуванням капітана Дуайта Тауерса, отримав наказ прибути в Мельбурн. Відповідно до теорії професора Алана Нордструма, далеко на півночі, вище зони радіоактивного зараження, могли зберегтися місця, придатні для життя людей. Капітан Тауерс вирушає на підводному човні в експедицію до берегів Аляски.

## У ролях
| Актор                 | Роль                    |
| --------------------- | ----------------------- |
| Арманд Ассанте        | командер Дуайт Тауерс   |
| Рейчел Ворд           | Мойра Девідсон          |
| Браян Браун           | доктор Джуліан Осборн   |
| Жаклін МакКензі       | Мері Девідсон Холмс     |
| Грант Боулер          | лейтенант Пітер Холмс   |
| Еллісон Веббер        | Дженні Холмс            |
| Тіген Веббер          | Дженні Холмс            |
| Стів Бастоні          | перший офіцер Ніл Гірш  |
| Девід Росс Патерсон   | шеф Воврзеніак          |
| Кевін Коупленд        | акустик Боббі Суейн     |
| Тодд МакДональд       | радист Джайлс           |
| Джо Петруцці          | лейтенант Тоні Гарсія   |
| Крейг Бімер           | Рід                     |
| Джонатан Олдхем       | Парсонс                 |
| Трент Г'юен           | Самуель Хюінь           |
| Донні Фріццелл        | Россі                   |
| Джонатан Стюарт       | Бернс                   |
| Сем Лой               | Сульман                 |
| Чарлі Клаузен         | Байєрс                  |
| Чарльз «Бад» Тінгуелл | Професор Алан Нордструм |